# سازمان پژوهش قراردادی
سازمان پژوهش قراردادی (CRO) شرکتی است که از صنایع دارویی، زیست‌فناوری و دستگاه‌های پزشکی در قالب خدمات پژوهشی برون سپاری شده بر اساس قرارداد پشتیبانی می‌کند. CRO ممکن است خدماتی مانند توسعه بیودارویی، توسعه سنجش بیولوژیکی، تجاری سازی، تحقیقات پیش بالینی، تحقیقات بالینی، مدیریت کارآزمایی‌های بالینی، و مراقبت‌های دارویی ارائه دهد.
CROها در کاهش هزینه‌ها برای شرکت‌هایی که داروهای جدید توسعه می‌دهند، طراحی شده‌اند. هدف آن‌ها ساده‌سازی ورود به بازارهای دارو، و ساده‌سازی توسعه است، زیرا نیاز شرکت‌های بزرگ داروسازی برای انجام همه کارها به صورت داخل سازمانی هزینه و زمانبر است. CROها علاوه بر سازمان‌های دولتی از بنیادها، مؤسسات تحقیقاتی و دانشگاه‌ها نیز پشتیبانی می‌کنند.
بسیاری از CROها به‌طور ویژه پشتیبانی از پژوهش‌ها و آزمایش‌های بالینی را برای داروها و/یا دستگاه‌های پزشکی ارائه می‌دهند. CROها سازمان‌های بزرگ و بین‌المللی با پشتیبانی کامل تا گروه‌های تخصصی کوچک و خاص را شامل می‌شود.